# Choco (stripfiguur)
Choco is een figuur uit de Vlaamse stripreeks Jommeke. Hij is de aap van De Miekes.

## Omschrijving
Choco is een kleine chimpansee. Hij draagt altijd een matrozenpakje met korte rode broek, blauw sjaaltje en blauwe muts. Hij is het huisdier van de Miekes en dankt zijn naam aan zijn voorliefde voor chocoladepasta. Hij is net als Pekkie een niet-sprekend personage. Hij is trouw aan zijn vrienden, maar brengt hen door zijn na-aapgedrag en eigen willetje soms eens in de problemen. Aan de andere kant helpt hij hen vaak uit de moeilijkheden dankzij zijn handigheid. Meestal heeft Choco een kleinere rol, hoewel zijn rol toch groter is dan bijvoorbeeld die van Pekkie. Er zijn niettemin verschillende albums waarin hij de hoofdrol heeft.
Choco werd geïntroduceerd in het 39ste album Lieve Choco. Hij was een cadeau van een koning in ballingschap die in Thailand verblijft en wiens zoon de Miekes en hun vrienden hielpen in het voorgaande album. Na dit album wordt in de reeks nooit meer verwezen naar Thailand als de thuisbasis van Choco.

## Albums
Choco komt meestal samen met de Miekes voor. Hij komt voor in volgende albums: Lieve Choco, Anakwaboe, De witte bolhoed, Filiberke gaat trouwen, De Jommekesclub, De zeepkoning, Diamanten in de zoo, De zilveren giraf, De fwietmachine, De zingende oorbellen, Het kristallen eendje, Broeder Anatolius, Tita Telajora, De vruchtenmakers, Het geheim van Macu Ancapa, De strijd om de Incaschat, De Kuko-eieren, De hoed van Napoleon, Luilekkerland, Madam Pepermunt, De kristallen grot, De vrolijke bende, De slaapkop, De verborgen tempel, De sprekende ezel, Choco ontvoerd, De gekke wekker, De Kikiwikies, Het rode oog, Peuterweelde …

## In andere reeksen
- In het stripalbum "Waar is dat feestje?" uit de stripreeks Albert en Co zien we op de ontbijttafel een kartonnen doos met chocoladepasta. Op deze doos is het aapje Choco afgebeeld.